# Jean-Baptiste Doumeng
Pour les articles homonymes, voir Doumeng.
Jean-Baptiste Doumeng, né le 2 décembre 1919 à Lavernose-Lacasse (Haute-Garonne) et mort le 6 avril 1987 à Noé (Haute-Garonne), est un homme d'affaires français, membre du PCF et surnommé « le milliardaire rouge »,. Il a été maire de Noé et conseiller général du canton de Carbonne.

## Biographie

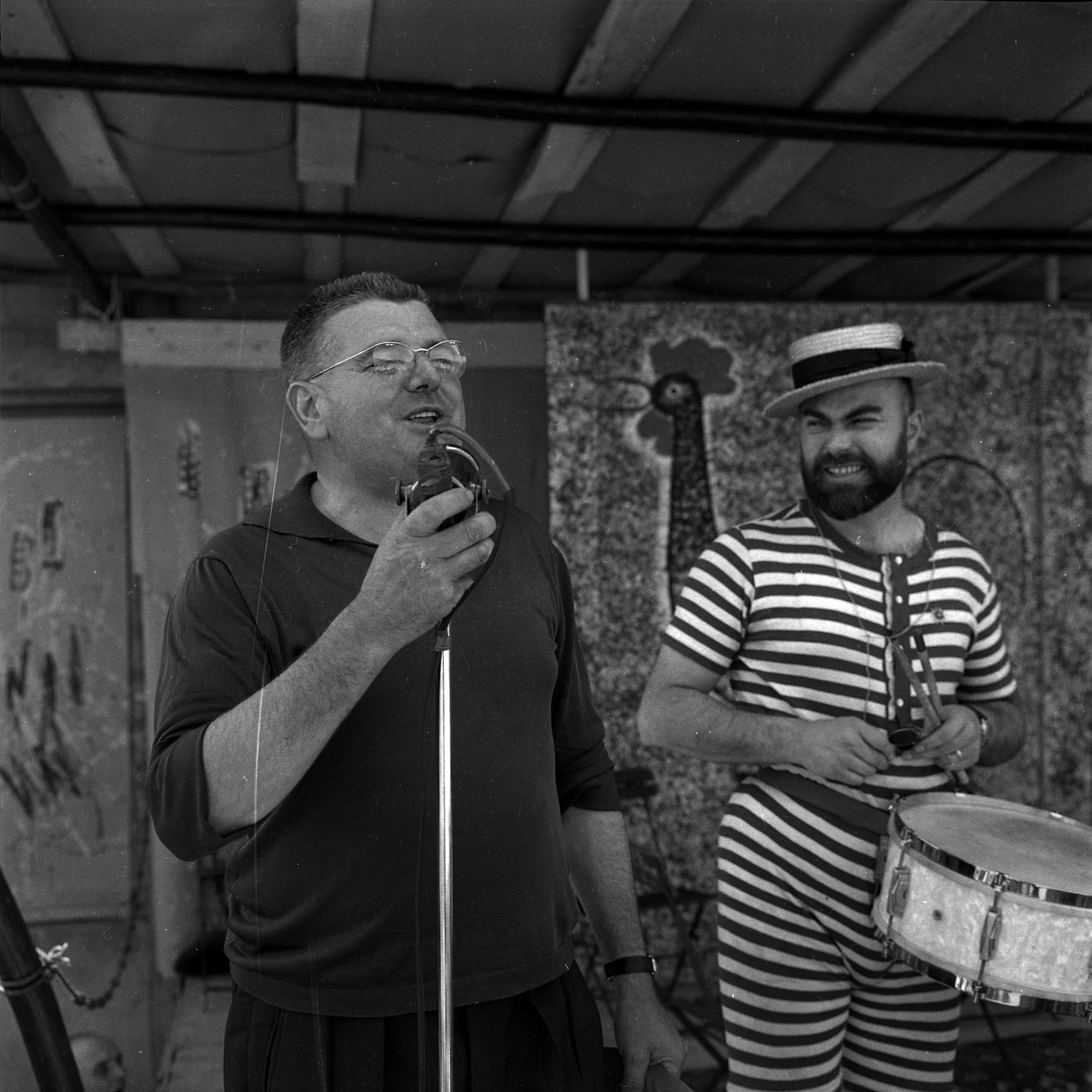
Jean-Baptiste Doumeng en 1961 à Noé, lors de l'élection de « la Belle Gaillarde » (concours de Miss).

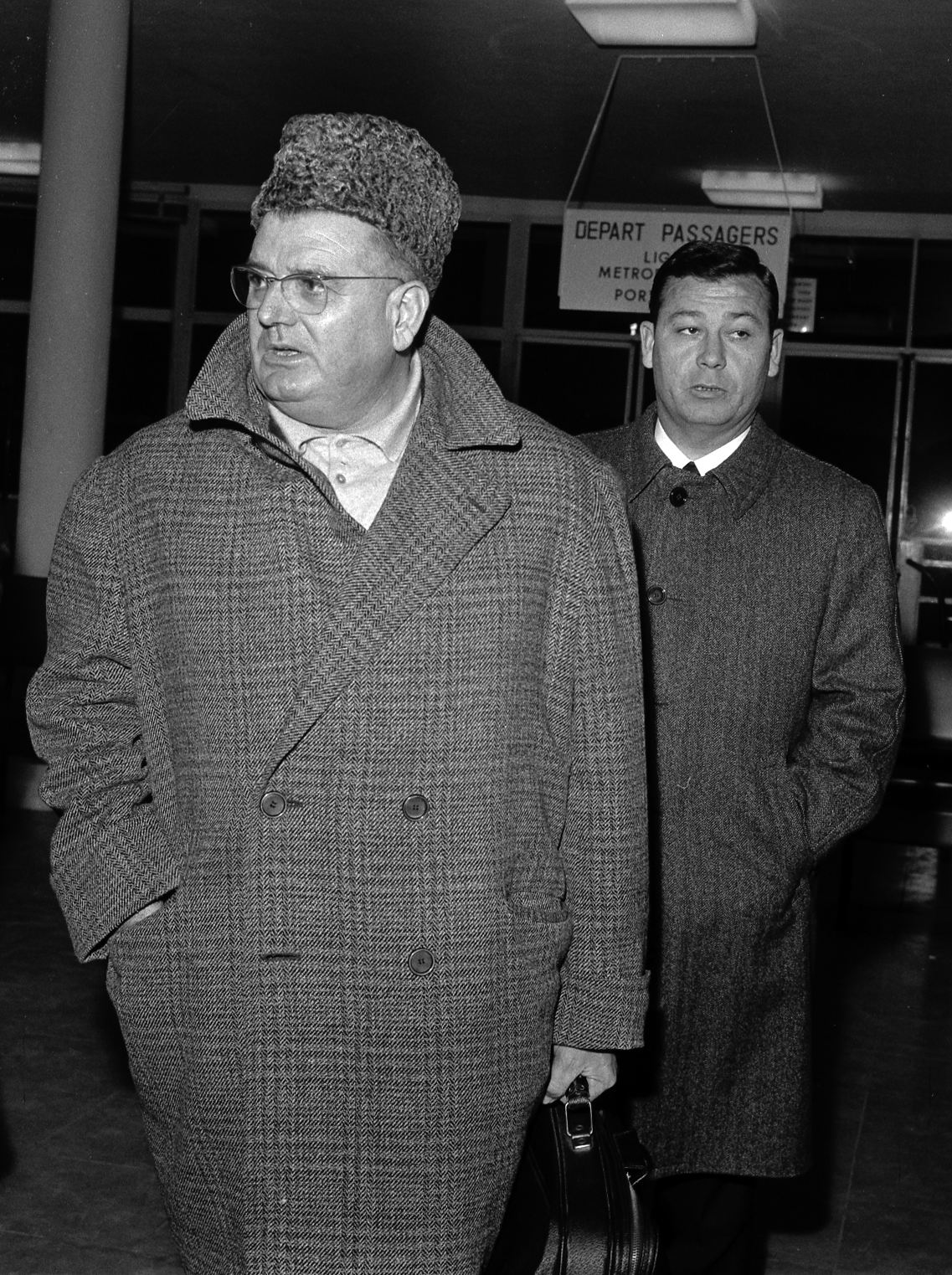
Jean-Baptiste Doumeng et Just Fontaine en 1967 à l'aéroport de Toulouse-Blagnac.

### Jeunesse
Jean-Baptiste Doumeng est le fils d'un métayer de Noé, un village de Haute-Garonne. Alors qu'il commence très tôt à travailler aux champs, il est repéré par le curé de son village, qui l'incite à passer son certificat d'études primaires et lui ouvre sa bibliothèque afin qu'il puisse étudier.
Après son certificat d’études, il ne peut continuer ses études et doit gagner sa vie, aidant son père et louant ses bras aux fermes alentour. Révolté par la condition sociale des paysans, il s’intéresse, sur les conseils d’un receveur des postes anarchiste du village, aux écrits de Jean Jaurès, Mikhaïl Bakounine, Hegel et Karl Marx.

### Engagement dans la Résistance
À l'age de 16 ans, il adhère au Parti communiste français et participe activement à la campagne du Front populaire. Il combat dans les rangs de l'armée française au début de la Seconde guerre mondiale, puis tient un rôle majeur dans un réseau de la résistance communiste destiné à faire évader les détenus politiques et les juifs du camp de détention de Noé,. 
Responsable de l'approvisionnement, il est homologué lieutenant des Forces françaises de l’intérieur (FFI). Parallèlement à son engagement dans la Résistance, il reste proche du monde paysan et devient l’un des principaux animateurs de la section toulousaine des Comités de défense et d’action paysans (CDAP) clandestins, destinés à préparer l’émancipation du monde agricole.

### Parcours dans les affaires
Jean-Baptiste Doumeng se lance dans les affaires à partir de 1946 en créant l’Union des coopératives agricoles du Sud-Ouest (UCASO), des coopératives d’approvisionnement départementales, qui procurent les produits au prix coûtant. Il fonde le 24 juin 1949 la société Interagra, qu’il préside jusqu’à sa mort. Il devient l'un des plus grands patrons de l’agroalimentaire mondial. Sa fortune est due pour l'essentiel au commerce qu'il a développé avec les pays du bloc de l'Est pendant la période de la guerre froide. Il est l'un des seuls hommes d'affaires, avec Armand Hammer, à disposer d'un bureau à Moscou malgré la présence du rideau de fer. 

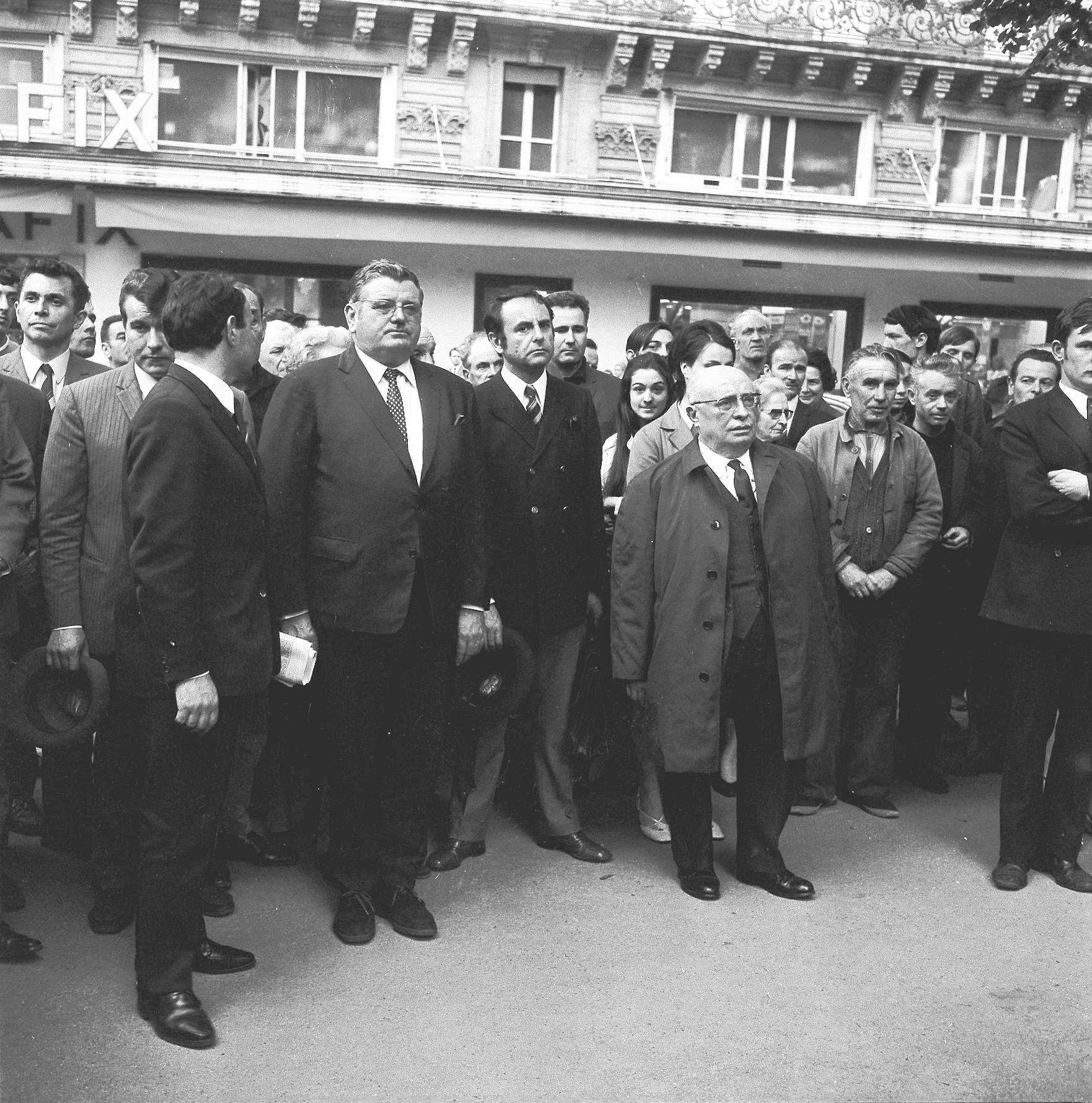
Jean-Baptiste Doumeng à Toulouse le 23 mai 1969 aux côtés du sénateur Jacques Duclos, candidat à l'élection présidentielle.

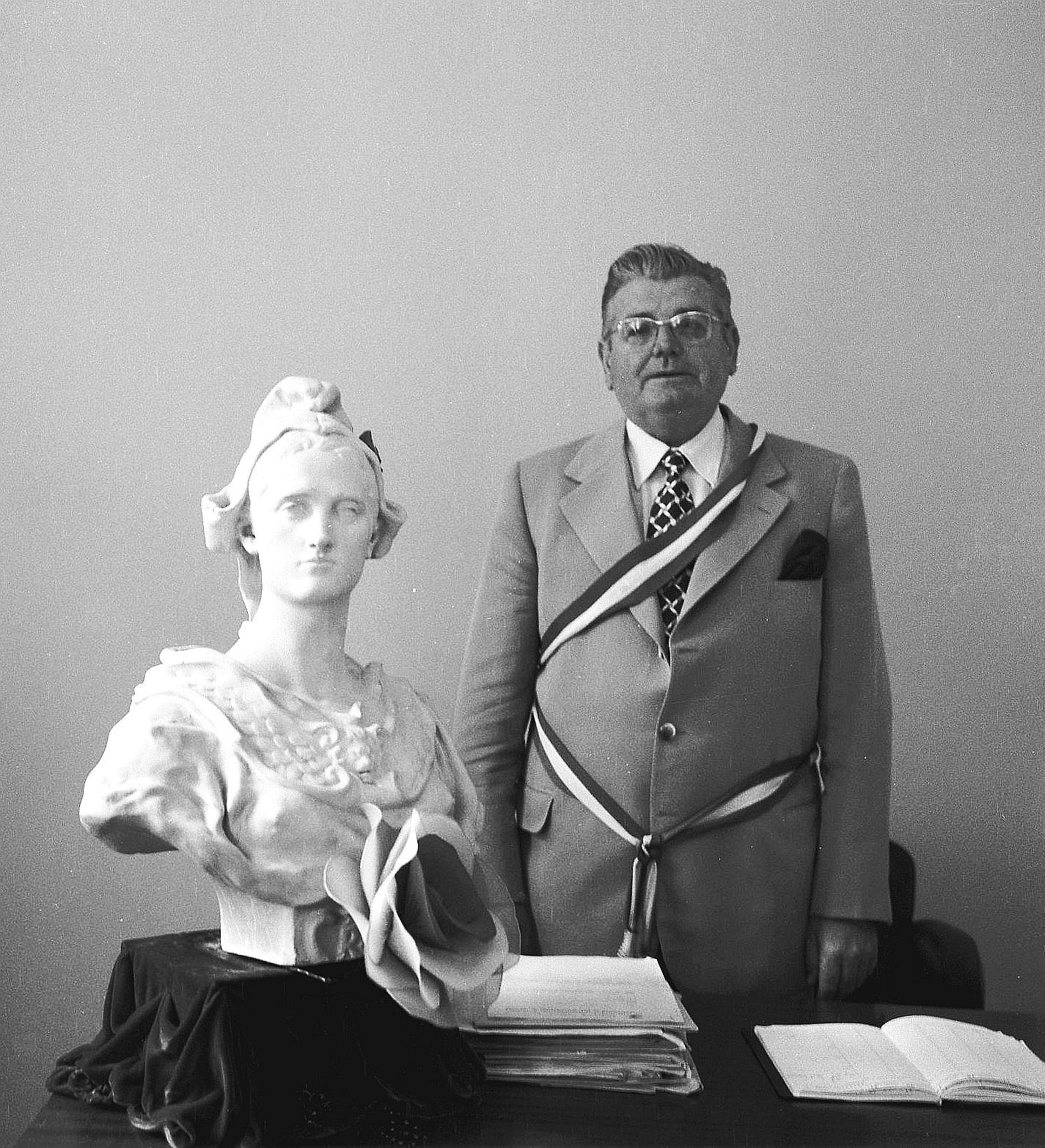
Jean-Baptiste Doumeng à Noé (juillet 1974).

Jean-Baptiste Doumeng fut maire de Noé de 1959 à 1977 et conseiller général du canton de Carbonne de 1970 à 1976. Il fut également président du Toulouse Football Club de 1961 à 1967, date à laquelle il fit fusionner le club avec le Red Star Football Club, pourtant basé à Saint-Ouen (Seine-Saint-Denis), à la suite d'un conflit avec Louis Bazerque, maire socialiste de la ville. Il se retire du Red Star en 1973.
Il a dirigé l'entreprise de mode Jacques Esterel. Il l'a cédée pour un franc symbolique à son bras droit Benoît Bartherotte,.
Fort en gueule et doté d'une faconde truculente, il a contrôlé de facto et indépendamment du pouvoir politique la totalité du commerce agro-alimentaire entre la France et l'URSS des années 1960 à 1981, date à laquelle l'arrivée d'Édith Cresson au ministère de l'Agriculture a marqué le début de la reprise en main par l'État de ces échanges commerciaux[réf. nécessaire].

À sa mort, en 1987, son groupe pèse 30 milliards de francs, soit 4,5 milliards d'euros. Lui rendant hommage lors de ses obsèques, Gaston Plissonnier résuma ainsi son engagement politique et professionnel : 

« Ce vétéran du Parti, qui a passé toutes les tempêtes, était surtout un homme passionné. Passionné par la vie paysanne, passionné par l’intérêt national [...]. Avant tout profondément bon, il savait écouter les autres. Cet homme d’honneur ne participait pas à l’activité organisationnelle du Parti. Il était au service des relations commerciales de la France avec d’autres pays, un dirigeant international du mouvement coopératif. »

« Jean », comme l’appelaient les siens, soulignait lui-même : « Je préfère agir pour la convergence économique internationale, qui me sélectionne pour une activité particulière, plutôt que d’assumer une tâche de propagande, disons le mot, dans un milieu condamné à rester témoin. »
Le dirigeant cubain Fidel Castro avait envoyé une gerbe de fleurs.